# Brevipalpus lepidium
Brevipalpus lepidium är en spindeldjursart som beskrevs av Baker och James P. Tuttle 1987. Brevipalpus lepidium ingår i släktet Brevipalpus och familjen Tenuipalpidae. Inga underarter finns listade.